# Laxsjö

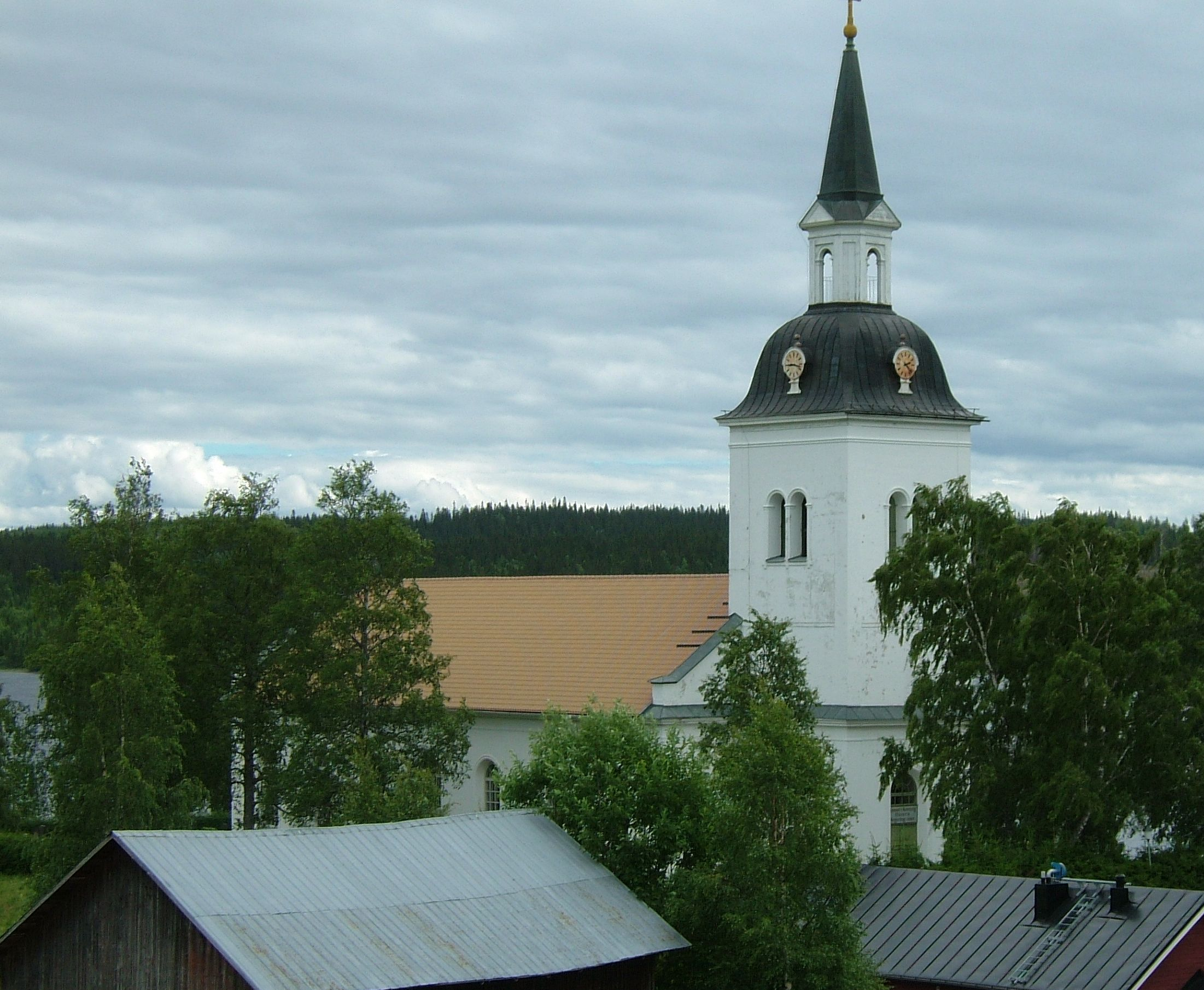
Laxsjö kyrka

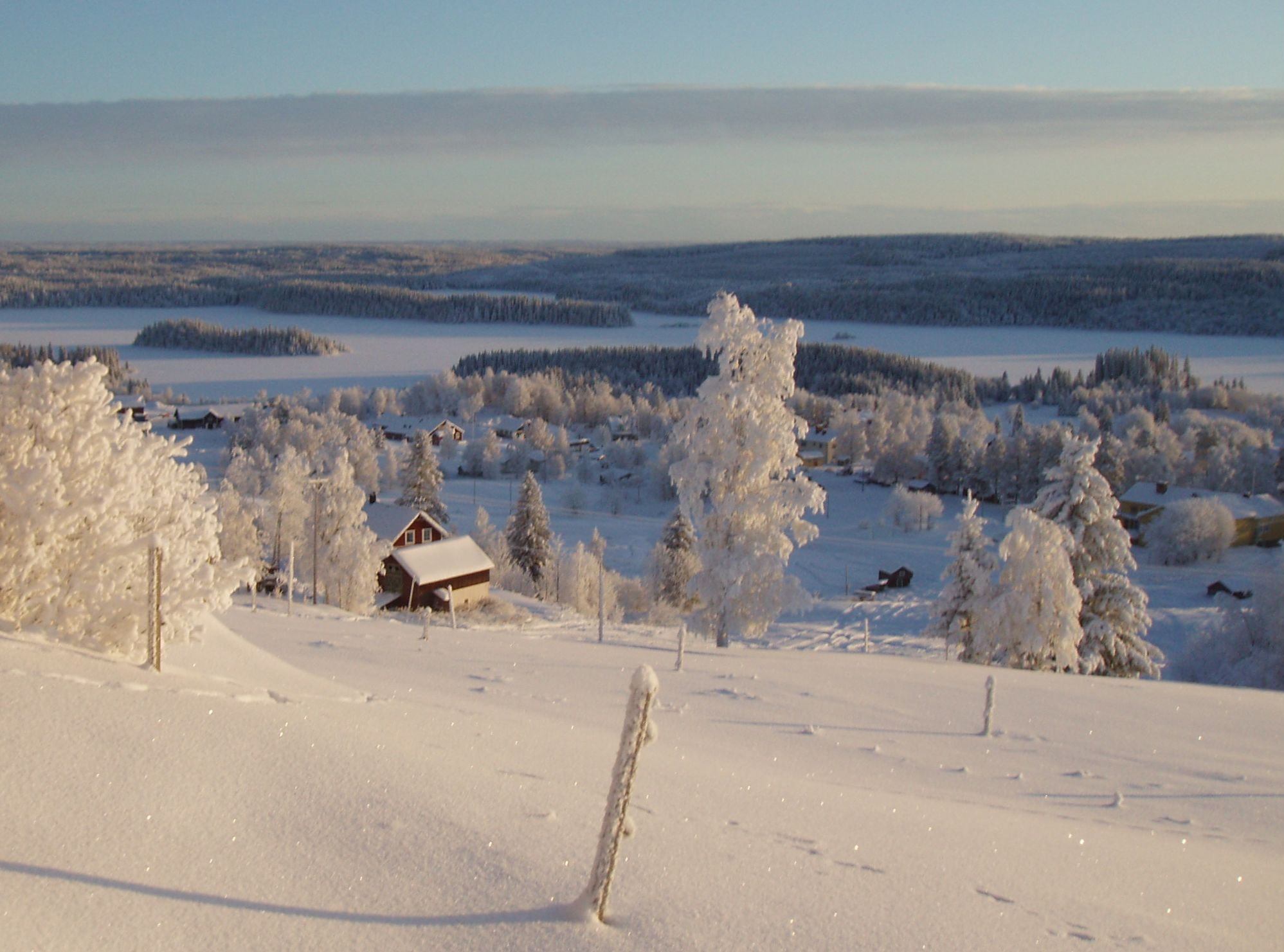
Vy över Laxsjö, december 2008

Laxsjö är  kyrkbyn i Laxsjö socken i Jämtland och en småort i Laxsjö distrikt i Krokoms kommun i Jämtlands län som ligger vid sjön Laxsjön.

## Historia
Det första huset i Laxsjö byggdes 1754. En minnessten tillägnad detta restes 100 år senare, år 1854.
1846 invigdes den första skolan i Laxsjö. Tanken med denna skola var framför allt att lappbarnen i trakten skulle få kristendomsundervisning. Skolan kom att gå under namnet Lappskolan.
1874 påbörjades byggandet av Laxsjö kyrka. Sockenborna bidrog genom att skänka virke och annat materiel, samt att göra dagsverken, och kyrkan invigdes 1884.
I slutet av 1800-talet utvandrade runt 70 personer till USA, främst till Minnesota. 
1891 bildades i Laxsjö IOGT-logen Framtidshopp N:o 1636, vilken 1899 påbörjade insamlingen för uppförandet av ett ordenshus. Huset stod klart 1906 och användes länge flitigt för logemöten, fester och revyer. I mitten av 1950-talet köpte logen en filmprojektor, och Ordenshuset blev en populär biograf under några år fram till 1961 och TV:ns genombrott.
Den första näringsverksamheten etablerades i slutet på 1920-talet i bland annat ett åkeri (för diverse transporter bland annat för vägbyggen) och ett bussbolag (för gods- och persontransport till Östersund och Strömsund). Mellan 1930 och 1940 fanns det fyra butiker i byn, och 6–7 i hela socknen.
1944 uppfördes Laxsjö bygdegård, bland annat för att man inte tillät dans i Ordenshuset. Bygget tog 8 månader.

### Befolkningsutveckling
| Befolkningsutvecklingen i Laxsjö 1960–2015    | Befolkningsutvecklingen i Laxsjö 1960–2015 | Befolkningsutvecklingen i Laxsjö 1960–2015 | Befolkningsutvecklingen i Laxsjö 1960–2015 | Befolkningsutvecklingen i Laxsjö 1960–2015 |
| --------------------------------------------- | ------------------------------------------ | ------------------------------------------ | ------------------------------------------ | ------------------------------------------ |
|                                               |                                            |                                            |                                            |                                            |
| År                                            |                                            |                                            | Folkmängd                                  | Areal (ha)                                 |
| 1960                                          | 1960                                       |                                            | 244                                        |                                            |
| 1965                                          | 1965                                       |                                            | 220                                        |                                            |
| 1990                                          | 1990                                       |                                            | 119                                        | 34#                                        |
| 1995                                          | 1995                                       |                                            | 120                                        | 37#                                        |
| 2000                                          | 2000                                       |                                            | 103                                        | 37#                                        |
| 2005                                          | 2005                                       |                                            | 97                                         | 37#                                        |
| 2010                                          | 2010                                       |                                            | 78                                         | 42#                                        |
| 2015                                          | 2015                                       |                                            | 99                                         | 80#                                        |
| Anm.: Upphörde som tätort 1970. # Som småort. |                                            |                                            |                                            |                                            |

## Samhället
År 2013 fanns det två åkerier, en skola och dagis, ett kontor med 3-4 personer och en kombinerad butik och bensinstation. Bygdegården är alltjämt aktiv och vid Laxsjön underhåller byn en campingplats med sandstrand.
De flesta i arbetsför ålder pendlar till Östersund, Strömsund och till och med Norge. En stor del av fastigheterna nyttjas som fritidshus.
Laxsjö är vintertid även en knutpunkt för skoterleder mot bland annat Ottsjön, Harvattnet och Lakavattnet.

## Personer från orten
- Torbjörn Junhov (1937–2014), bokförläggare, grundare av Jengel förlag
- Richard Holm (1961–2007), musiker i Jannez dansband från samma ort